# Camponotus ligeus
Camponotus ligeus är en myrart som beskrevs av Horace Donisthorpe 1931. Camponotus ligeus ingår i släktet hästmyror, och familjen myror. Inga underarter finns listade.